# Beaver Creek (Colorado)
Pour les articles homonymes, voir Beaver Creek et Beaver.
Beaver Creek est une communauté non constituée en municipalité du comté d'Eagle dans le Colorado. La station de ski Beaver Creek Resort est située en partie sur le territoire de la communauté.